# Кејти Буман
Кејти Луиз Буман  је америчка инжењерка и рачунарска научница која ради у области рачунарског снимања. Рођена је 9. маја 1989 године. Водила је развој алгоритма за снимање црних рупа, познатог као Континуирана реконструкција слике високе резолуције коришћењем претходних закрпа (CHIRP), и била је члан тима Телескоп хоризонта догађаја који је снимио прву слику црне рупе.
Калифорнијски технолошки институт, који је запослио Буман као асистента професора у јуну 2019. године, доделио јој је именовано професорско место 2020. године. Године 2021, астероид 291387 Кетијибуман је добио име по њој. Године 2024. постала је ванредни професор.

## Биографија
Кејти Буман је рођена у Вест Лафајету, у савезној држави Индијана. Њен отац, Чарлс Буман, је професор електротехнике и рачунарског инжењерства и биомедицинског инжењерства на Универзитету Пердју. Још у младости показивала је интересовање за науку, нарочито у области рачунарства и обраде слике.
Стекла је диплому из електротехнике на Универзитету у Мичигену, а затим магистрирала и докторирала на Масачусетском технолошком институту (MIT), где је радила на алгоритмима за реконструкцију слика.

## Образовање и каријера
Табела испод приказује најважније моменте њене академске и професионалне каријере:
| Година | Догађај                                               |
| ------ | ----------------------------------------------------- |
| 2011.  | Дипломирала електротехнику на Универзитету у Мичигену |
| 2017.  | Докторирала на MIT-у под менторством Вилијама Фримена |
| 2019.  | Постала део тима који је први објавио слику црне рупе |
| 2020.  | Запослена као доценткиња на Caltech-у                 |

## Телескоп хоризонта догађаја
Буман је играла кључну улогу у пројекту Телескоп хоризонта догађаја, интернационалној сарадњи која повезује радио-телескопе широм света како би се направила „синтетичка Земљина величина телескопа“.
Њен алгоритам *CHIRP* је омогућио реконструкцију слике из великог броја података прикупљених током посматрања црне рупе у галаксији М87. Слика је објављена 10. априла 2019. године и представљена као револуционарни корак у астрономији.

## Јавни наступи и инспирација
После објаве слике, фотографија Буманове испред рачунара како гледа резултате обишла је свет. Постала је симбол жена у науци и инспирација многима. Учестовала је у бројним интервјуима, панелима и научнопопуларним емисијама где промовише научну писменост и родну равноправност у науци.